# Hortigüela
Hortigüela ist ein nordspanischer Ort und eine Gemeinde (municipio) mit nur noch 107 Einwohnern (Stand: 2024) im Süden der spanischen Provinz Burgos in der autonomen Region Kastilien-León. Der Ort gehört zur bevölkerungsarmen Region der Serranía Celtibérica.

## Lage und Klima
Der Ort Hortigüela liegt gut 44 km (Fahrtstrecke) südöstlich der Provinzhauptstadt Burgos auf dem Nordufer des Río Arlanza in einer Höhe von ca. 930 m. Die sehenswerten Orte Covarrubias und Santo Domingo de Silos liegen nur ca. 13 km westlich bzw. 29 km südlich. Das Klima ist trotz der Höhenlage gemäßigt bis warm; Regen (ca. 545 mm/Jahr) fällt übers Jahr verteilt.

## Bevölkerungsentwicklung
| Jahr      | 1857 | 1900 | 1950 | 2000 | 2017 |
| Einwohner | 405  | 455  | 445  | 132  | 103  |

Die Mechanisierung der Landwirtschaft und die Aufgabe bäuerlicher Kleinbetriebe haben seit der Mitte des 20. Jahrhunderts zu einem deutlichen Rückgang der Einwohnerzahlen geführt (Landflucht).

## Wirtschaft
Die Gemeinde war und ist in hohem Maße von der Land- und Viehwirtschaft geprägt, die früher hauptsächlich zum Zweck der Selbstversorgung betrieben wurde; angebaut werden vorwiegend Weizen und Gerste. Seit der Mitte des 20. Jahrhunderts ist der Tourismus in Form der Vermietung von Ferienwohnungen (casas rurales) zu einer wichtigen Einnahmequelle der Gemeinde geworden.

## Geschichte
Auf dem Gemeindegebiet wurden prähistorische Funde gemacht. Die Römerstraße von Uxama Argaela (El Burgo de Osma) nach Clunia oder nach Asturica Augusta (Astorga) verlief entlang des Río Arlanza. Die westgotische Kirche von Quintanilla de las Viñas befindet sich nur ca. 11 km nordwestlich. maurische Spuren fehlen. Der Ort dürfte im Zuge der Wieder- oder Neubesiedlung (repoblación) nach der Rückeroberung (reconquista) der Gebiete nördlich des Duero im 10. Jahrhundert entstanden sein.

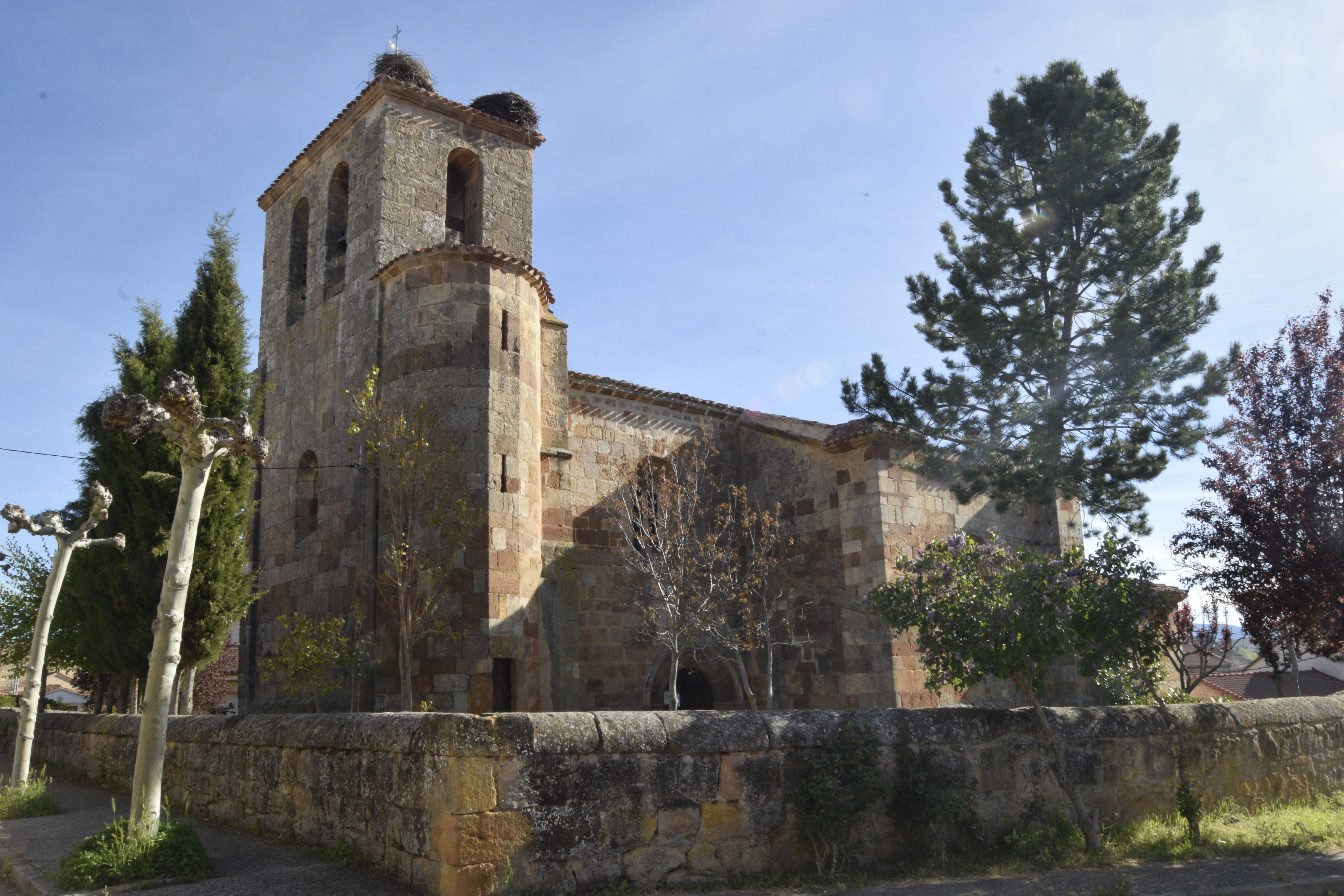
Hortigüela – Iglesia de la Asunción

## Sehenswürdigkeiten
- Die einschiffige spätgotische Iglesia Parroquial de la Asunción entstand im 15./16. Jahrhundert; vielleicht noch während der Bauphase wurde auf der Südseite eine Sakristei hinzugefügt. Die Nordseite ist durch Strebepfeiler stabilisiert. Die Kirche verfügt über einen querrechteckigen Glockenturm (campanario) mit seitlichem Treppenturm. Das Portal befindet sich – wie in der Region üblich – auf der Südseite. Das Kirchenschiff (nave) birgt einen romanischen Taufstein (pila bautismal) aus dem Vorgängerbau sowie zwei Schnitzaltäre (retablos).[7]

Umgebung
- Die sehenswerten Ruinen des mittelalterlichen Klosters San Pedro de Arlanza befinden sich ca. 5 km südwestlich.